# Glauchau
Glauchau är en stad i det tyska förbundslandet Sachsen i Landkreis Zwickau. Glauchau ligger i en sänka norr om bergsregionen Erzgebirge cirka 260 meter över havet och genomflyts av floden Zwickauer Mulde.

## Historia
Samhället uppkom cirka 1170 intill en borg som tillhörde adelssläkten Schönburg och under 1200-talet skapades en stad efter en stadsplan. Näringslivet dominerades i början av skräddare och skomakare. 1542 blev staden protestantisk. Vid industrialiseringen som började i mitten av 1800-talet blev Glauchau en industristad med större anläggningar för textiltillverkning. Dessutom byggdes flera villor med omfattande trädgårdar. Adelssläkten Schönburg härskade över staden och omgivningen till 1945 när de blev fördrivna av sovjetarmén. På senare tid utvecklades Glauchau till ett av Sachsens största centra för varutransport.

## Sevärdheter
Känt är stadens dubbelslott som byggdes mellan 1460 och 1470. I kyrkan St. Georgen från 1726 finns en orgel byggd av bröderna Silbermann. Det 46 meter höga Bismarcktornet invigdes den 4 september 1910 till minne av rikskanslern Otto von Bismarck.

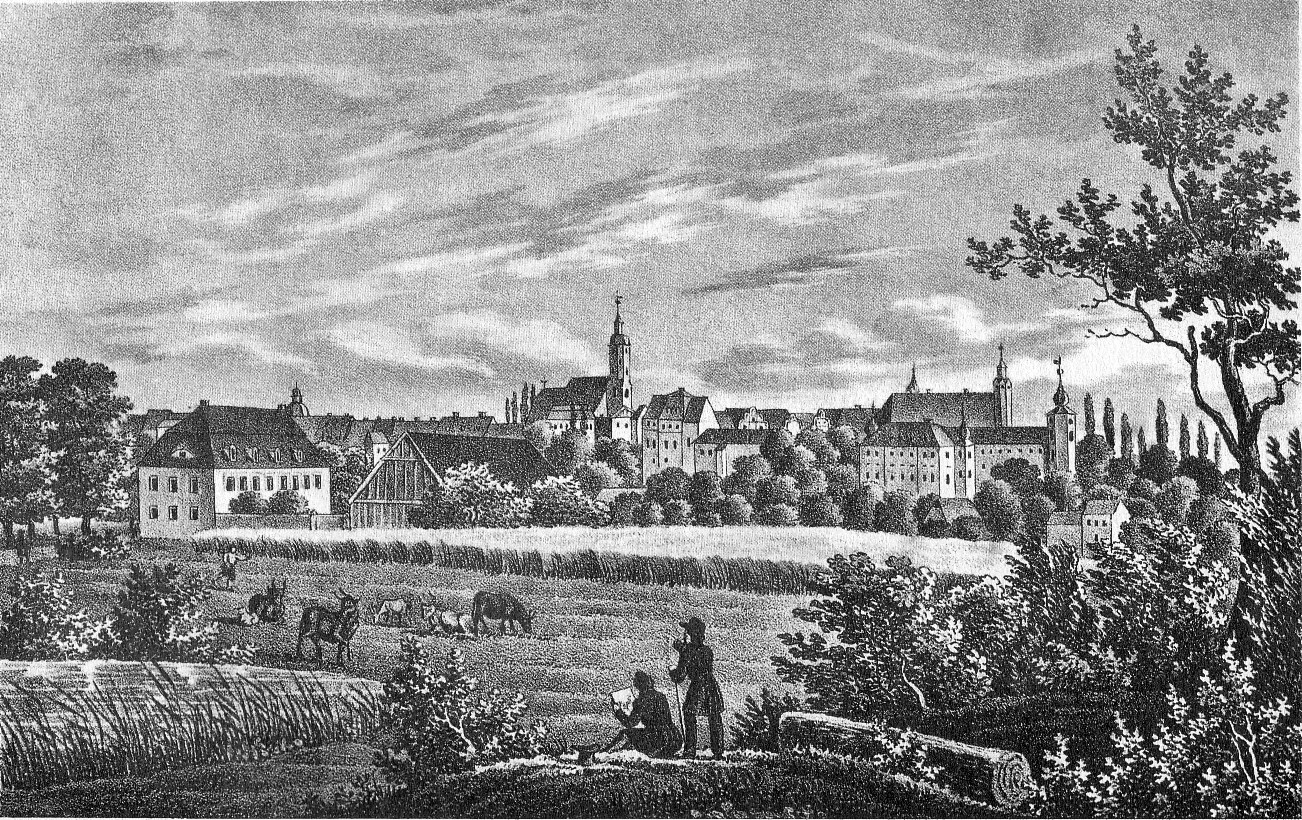
Vy mot staden, omkring 1850
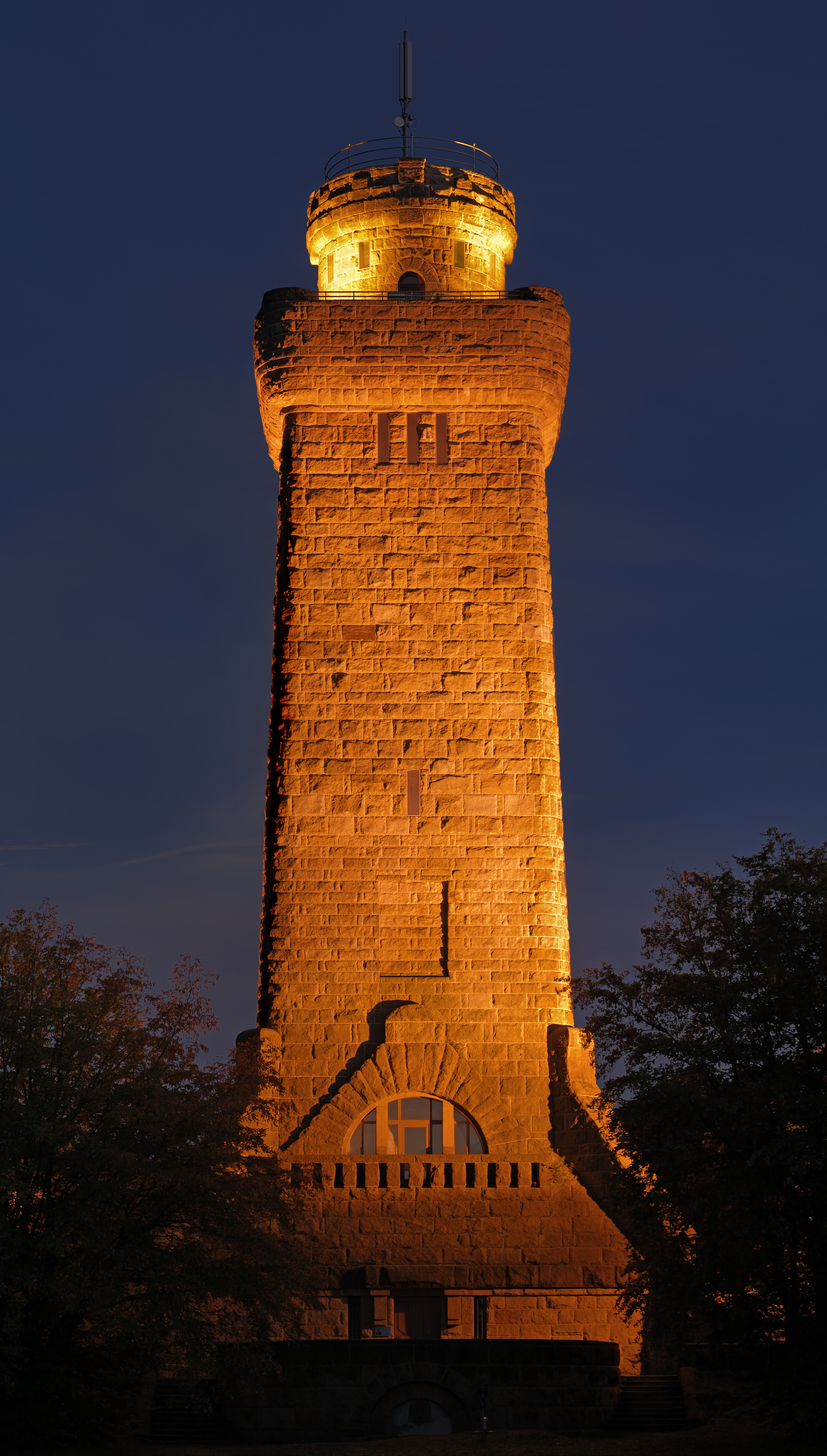
Bismarcktornet
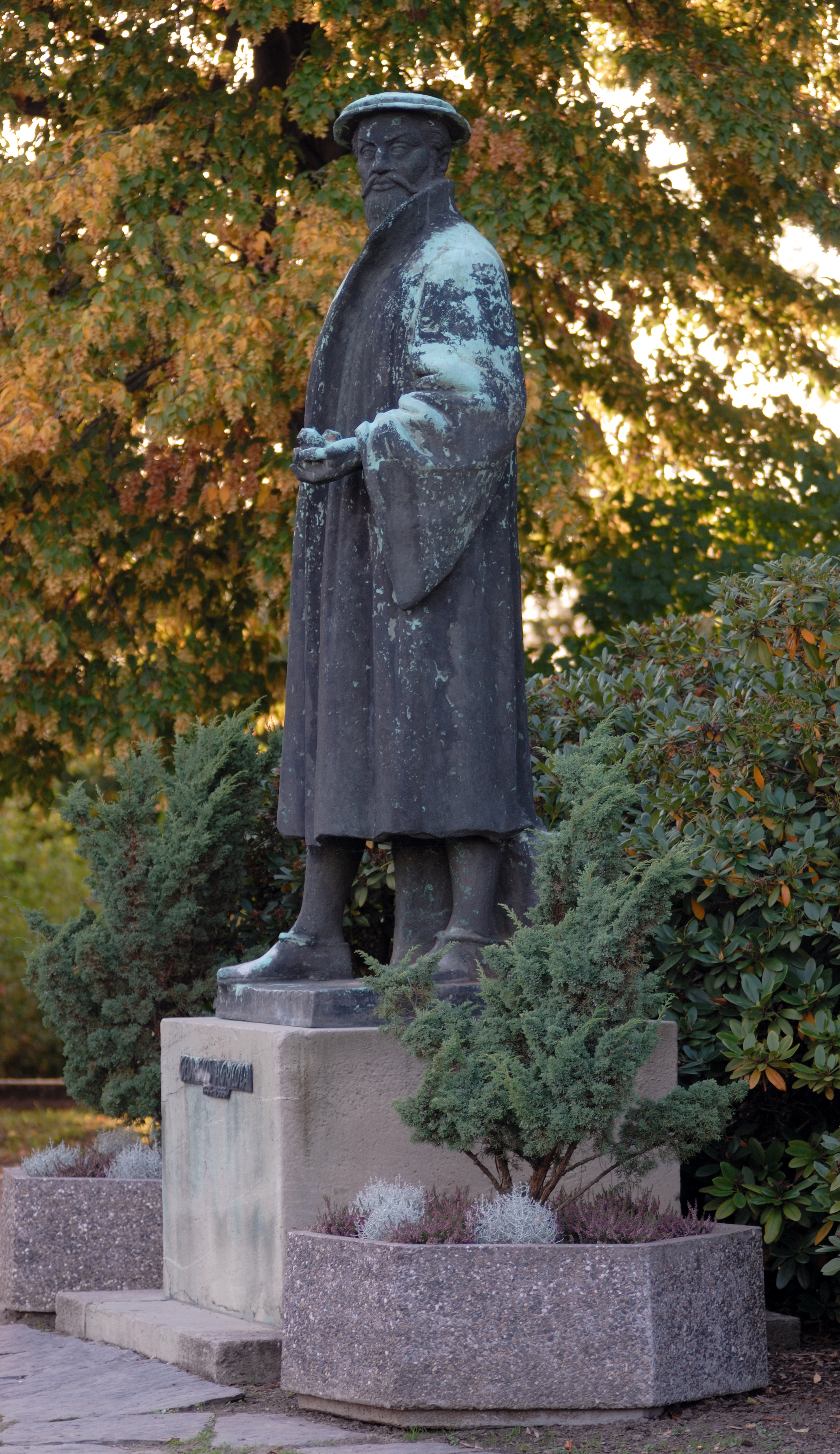
Staty till minne av Georgius Agricola

## Kända personer som verkade i Glauchau
- Georgius Agricola (1494–1555), vetenskapsman.
- Ernst Friedrich Germar (1786–1853), mineralog, entomolog och politiker.
- Julius Heinrich Petermann (1801–1876), orientalist.